# Bruine vuurvlinder
De bruine vuurvlinder (Lycaena tityrus, synoniem: Heodes tityrus) is een vlinder uit de familie Lycaenidae (kleine pages, vuurvlinders en blauwtjes).

## Kenmerken
Het mannetje heeft een bruinblauwe kleur aan de bovenzijde van de vleugels met enkele donkerdere ronde vlekken. Langs de rand van de vleugel een donkerder veld. De discale vlek is duidelijk en donker.
Het vrouwtje heeft een bruinblauwe kleur aan de bovenzijde van de voorvleugels. Langs de rand van de vleugel bevindt zich een donkerbruinzwarte band of veld. Verder in een roodoranje kleurveld met donkere halvemaanvormige vlekken. De schijfvormige vlek, evenals nog een paar kleine ronde vlekken, zijn duidelijk en donker.
De onderkant is vrij gelijkaardig voor beide geslachten. De onderkant van de voorvleugel is helder oranje met donkere vlekken in zeer dunne lichte ringen. De onderkant van de achtervleugels is meer bruingrijs. Het heeft enkele geeloranje vlekken, die samenvloeien tot een band, waar aan elke kant kleine donkere halve maanvlekken zitten. De achtervleugel heeft een vage zweem van een staart.
De spanwijdte ligt tussen de 26 en 31 millimeter.
Het lichaam heeft een uitwendig skelet (huidplaten) dat de zachte inwendige organen op hun plaats houdt. Het buitenste huidskelet bestaat grotendeels uit chitine. De borst en rug zijn bruinzwart en het haar aan de bovenzijde is schaars. De onderzijde is dicht bedekt met grijswitte haren.
De facetogen zijn donker. De kop is aan de voorkant smal, de palpen zijn groot en naar voren gericht. Vlinders verschillen van de meeste andere insecten doordat hun mond geen kaken en lippen heeft, maar een lange roltong (slurf) tussen de palpen. Wanneer het niet in gebruik is, wordt het in een spiraal opgerold, tussen de palpen, onder het hoofd. De antennes zitten boven en vlak naast de facetogen. De antennes zijn draadvormig en bestaan uit cilindrische, redelijk vergelijkbare verbindingen. De antenneknots is plat of komvormig. De scharnieren zijn gekleurd zodat de antenne kleine ringen in zwart en wit heeft.
De poten zijn goed ontwikkeld bij de vrouwtjes, die al hun benen gebruiken om te lopen. Terwijl mannetjes wat verminderde voorpoten hebben en op de vier achterpoten lopen. Het dubbele klauwgewricht aan de voorpoten ontbreekt of is verkleind. Op het middelste paar botten is de borstel op het scheenbeen (tibia) goed ontwikkeld.3

### Inwendige organen
De interne organen van het achterlichaam bestaan uit spijsverteringsorganen, voortplantingsorganen en ademhaling. Het inademen van vlinders gebeurt niet met de longen, maar met het in- en uitblazen van lucht via kleine gaatjes in het huidskelet (tracheeën). In het lichaam bevindt zich een zeer fijnmazig systeem van luchtpijpen dat de zuurstof naar de vitale delen van het lichaam geleidt. Een bloedvloeistof (Hemolymfe) die in het lichaam circuleert, wordt rondgepompt door een langwerpig buisvormig hart. Het borstgedeelte bestaat grotendeels uit de spieren van de vleugels. Zintuiglijke organen, voor zicht, smaak en geur, bevinden zich meestal in het hoofd. Het zenuwstelsel bestaat uit een buikkoord met in elk lichaamssegment twee zenuwkoorden en één zenuwknoop (ganglion). Het eerste zenuwganglion, gelegen vóór de mondopening, is bijzonder groot en wordt de hersenen genoemd.

### Ei en rups
Het ei is grijswit, rond en plat, met een grof geperforeerd patroon.
De rups (larvaal stadium) heeft over het algemeen een dikke huid en is behoorlijk winterhard. Jonge larven zijn meer oranje gekleurd, in latere stadia is de kleur gelijkmatiger groenachtig. De onderkant is vlak, terwijl de bovenkant fluweel is. Het lichaam van de rups versmalt iets naar achteren.
Achter het hoofd, op het borststuk, dat uit drie gewrichten bestaat, bevinden zich drie paar botten. Verder naar achteren hebben de rupsen enkele buikpoten, dit zijn geen echte botten, maar uitgroeisels waarmee de rups zich kan vasthouden. Aan de achterkant heeft hij een anale voet. De kop van de larve wordt beschermd door een uitstekende nekhuid.
De kop van de larve bestaat uit een harde kopkapsel met enkele punt ogen. Onder de ogen zitten enkele kleine antennes die de rups gebruikt om het juiste voedsel te vinden. Het achterlichaam van de larve bestaat vrijwel uitsluitend uit het spijsverteringsstelsel. Dit is vrij kort en een groot deel van het voedsel dat de rups eet, gaat voorbij voordat alle voeding is opgenomen. De ontlasting komt als kleine balletjes helemaal achterin het lichaam naar buiten. De larven ademen door openingen in het huidskelet (tracheeën), langs de zijkanten van het lichaam.

### Pop
De poppen zijn citroengeel met kleine donkere vlekjes, boonvormig en onbeweeglijk, ze lijken op plantendelen zoals zaden en dergelijke.

## Levenscyclus
De soort wordt gevonden op droge, bloemrijke graslanden op het zuiden.
Soorten van de familie van de kleine pages, hebben normaal gesproken een rustige en vaak fladderende vlucht. Ze vliegen vaak korte tochten van bloem naar bloem. 's Nachts en bij bewolkt weer rust de vlinder. Vliegt in twee generaties, van half mei tot half juni en van half juli tot begin september. De vleugels worden omhoog en uit het lichaam gehouden, en de enigszins bonte onderkant van de vleugels geeft de vlinder een zekere mate van camouflage en bescherming.
Volwassen exemplaren leven van de nectar die ze opzuigen uit de bloemen van verschillende planten (kruiden). Dankzij de roltong, aan de onderkant van de kop, kan de vlinder diep in de bloemen reiken om nectar op te zuigen. De roltong maakt vlinders afhankelijk van vloeibaar voedsel.

### Voortplanting
Paring vindt plaats door paring tussen de twee geslachten. Tijdens het paren scheiden de mannetjes een geur (feromonen) af via kleine geurschubben op de vleugels, dit kan ervoor zorgen dat het vrouwtje meer bereid is om te paren. Als een paartje tijdens de paring wordt gestoord, vliegt het mannetje meestal, terwijl het vrouwtje passief blijft hangen. Vrouwtjes die hebben gepaard, nemen vaak een speciale positie in, waarbij de vleugels enigszins vlak en gespreid worden gehouden, terwijl het achterlichaam omhoog wordt getild.

### De larven (rupsen)
De larven zijn radicaal anders dan de volwassenen, zowel in hun manier van leven als in hun lichaamsbouw. De rupsen zijn langzaam en niet erg schuw. Ze hebben geen zichtbare verdedigingsfuncties, zoals het hoofd heen en weer gooien of het lichaam rollen bij aanraking.
De larve leeft als herbivoor op veldzuring (Rumex acetosa) en bermzuring (Rumex acetosella). De soort leeft zelden of in zeer kleine mate in interactie (symbiose) met mieren.
De lichaamstemperatuur van de larve ligt tussen de 35 en 38 °C. Bij lagere temperaturen wordt de larve inactief. Daarom hebben larven van dagvlinders vaak zonlicht nodig om actief te zijn. Als het te warm wordt, regelt de rups de temperatuur door schaduw op te zoeken.

### Pop
De soort behoort tot de groep insecten met volledige transformatie (holometabole insecten), die tijdens de ontwikkeling een metamorfose ondergaan. Tussen het larvenstadium en het volwassen stadium bevindt zich een popstadium, een rustperiode, waarin de interne en externe organen van de vlinder veranderen. Het soepele en zachte lichaam van de rups verandert in een pop met een harde schaal. Als de schaal hard is, begint de transformatie van larve naar volwassen (imago) glanzende vleugel. De interne organen worden in verschillende mate afgebroken tot een massa cellen. Er vindt een reorganisatie plaats en het dier wordt opnieuw opgebouwd. De popperiode varieert afhankelijk van de temperatuur, meestal tussen twee en vier weken.

## Verspreiding en leefgebied
De vrij kleine vlinder komt in graslanden, heiden en venen voor in heel Centraal- en Zuid-Europa. De bruine vuurvlinder vliegt van zeeniveau tot op 2500 meter hoogte in berggebieden.
In Nederland is de vlinder zeldzaam, hij komt voor op de Veluwe en in Drenthe. De vliegtijd is van april tot en met september. De soort staat op de Rode Lijst van dagvlinders (2019) vermeld als kwetsbaar.
In België wordt de soort op verschillende plaatsen in Wallonië waargenomen. Daarnaast zijn er in oost Vlaams-Brabant  enkele lokale populaties gekend. 

## Waardplanten
De rups overwintert. Waardplant zijn schapenzuring en veldzuring uit de duizendknoopfamilie (Polygonaceae).

## Nectarplanten
De eerste generatie (mei/juni) is afhankelijk van bloeiende braam. Voor de tweede generatie (juli/augustus) zijn struikhei, gewone dophei, akkerdistel en tijm belangrijke nectarplanten.

## Synoniemen
- Papilio acrion Pontoppidan, 1763
- Papilio dorilis Hufnagel, 1766
- Papilio dorilas Rottemburg, 1775
- Papilio circe Schiffermüller, 1775
- Papilio xanthe Schiffermüller, 1775
- Papilio phocas Rottemburg, 1775
- Chrysophanus hypoxanthe Kirby, 1862
- Lycaena dorilis Kirby, 1882
- Polyommatus dorilis orientalis Staudinger, 1881
- Palaeoloweia opisthochros Verity, 1939
- Lycaena tityrus argentifex Bálint, 1990